# L'Homme aux gants blancs
 (juillet 2025).
Pour plus de détails, voir Fiche technique et Distribution.
L'Homme aux gants blancs est un court métrage muet français réalisé par Albert Capellani et sorti en 1908.
Le film est une adaptation de la pièce de théâtre L'Homme aux gants blancs de Georges Docquois et de la pantomime qu'Henri Berény en avait tiré.

## Fiche technique
- Titre : L'Homme aux gants blancs
- Réalisation : Albert Capellani
- Scénario : Albert Capellani, d'après la pièce L'Homme aux gants blancs de Georges Docquois et la pantomime d'Henri Berény
- Photographie :
- Montage :
- Musique :
- Producteur :
- Société de production : Société cinématographique des auteurs et gens de lettres (S.C.A.G.L.)
- Société de distribution :  Pathé Frères
- Pays de production :  France
- Langue : film muet avec les intertitres en français
- Format : Film colorisé — 35 mm — 1,33:1 — Muet
- Genre :
- Métrage : 310 mètres
- Durée : 18 minutes
- Dates de sortie :
  - France : 1er novembre 1908
  - Danemark : 18 décembre 1908
  - États-Unis : 21 avril 1909

## Distribution
- Henri Desfontaines : Jules l'Apache, l'homme aux gants blancs
- Marguerite Brésil : la demi-mondaine
- Jacques Grétillat : l'aventurier
- Alexandre Arquillière
- Auguste Mévisto
- Coecilia Navarre